# Campionato azero di calcio a 5 2002-2003
Il Campionato azero di calcio a 5 2002-2003 è stata la nona edizione del massimo campionato di calcio a 5 dell'Azerbaigian, giocato nella stagione 2001/2002 con la formula del girone unico, e che ha visto la vittoria finale del Tribut, al suo primo titolo di Azerbaigian.

## Classifica finale
| Pos | Squadra           | Pti | G  | V  | N | P  | GF | GS  |
| --- | ----------------- | --- | -- | -- | - | -- | -- | --- |
| 1   | Tribut            | 50  | 18 | 16 | 2 | 0  | 95 | 36  |
| 2   | Gomrukchu         | 46  | 18 | 15 | 1 | 2  | 99 | 35  |
| 3   | Turan Air         | 34  | 18 | 11 | 1 | 6  | 59 | 49  |
| 4   | AMMK Baku         | 29  | 18 | 9  | 2 | 7  | 72 | 55  |
| 5   | Terminal          | 28  | 18 | 9  | 1 | 8  | 68 | 51  |
| 6   | Odlar Yurdu       | 26  | 18 | 8  | 2 | 8  | 53 | 49  |
| 7   | Kavkaz University | 26  | 18 | 8  | 2 | 8  | 57 | 59  |
| 8   | Mashalspor        | 19  | 18 | 6  | 1 | 11 | 48 | 73  |
| 9   | ABU               | 3   | 18 | 1  | 0 | 17 | 21 | 59  |
| 10  | Genjlerbir        | 3   | 18 | 1  | 0 | 17 | 36 | 142 |